# Václav Bolen
Václav Bolen (3. února 1887 Černý Kostelec – 17. prosince 1963 Praha) byl československý politik a meziválečný poslanec Národního shromáždění za Komunistickou stranu Československa, později za Československou stranu národně socialistickou.

## Biografie
Zpočátku byl členem sociální demokracie. Počátkem 20. let se připojil ke komunistickému hnutí a patřil k zakládajícím členům KSČ. Podílel se na rozkolu v sociálně demokratickém odborovém hnutí Odborové sdružení československé. V roce 1921 stál za odhalením frakční skupiny okolo Viléma Brodeckého a Josefa Tesky, která se chystala ovládnout komunistické hnutí na platformě odmítající Dvacet jedna podmínek Kominterny. Roku 1922 pak figuroval v levicové frakci, která požadovala daleko radikálnější politiku strany zaměřenou na revoluční převzetí moci. V září 1922 byl kvůli tomu dočasně vyloučen ze strany, ale rozhodnutím Kominterny byl po několika měsících tento verdikt zrušen.
Po parlamentních volbách v roce 1925 se stal poslancem Národního shromáždění. Profesí byl podle údajů z roku 1925 redaktorem listu Zemědělec v Praze na Žižkově. V roce 1929 byl ale v souvislosti s nástupem skupiny mladých, radikálních komunistů (takzvaní Karlínští kluci), kteří do vedení KSČ doprovázeli Klementa Gottwalda, odstaven od moci. V červnu 1929 vystoupil z KSČ a v parlamentu se stal předsedou nového poslaneckého klubu nazvaného Komunistická strana Československa (leninovci).
V následném období se stal členem národně socialistické strany a byl předním redaktorem jejího stranického tisku. V letech 1946–1948 byl dokonce členem Ústavodárného Národního shromáždění za národní socialisty. Po komunistickém puči v únoru 1948 projevil zájem o opětovný vstup do KSČ.